# Goddamnit
Goddamnit es el primer álbum de estudio de Alkaline Trio. Asian Man Records lo lanzó a la venta el 2 de octubre de 1998. Este disco fue producido por Matt Allison. En 2002, Kung Fu Records (blink-182, The Ataris, The Vandals, Tsunami Bomb, etc.) remasterizó y lanzó también este CD.

## Listado de canciones
1. "Cringe" – 2:23
2. "Cop" – 2:18
3. "San Francisco" – 3:52
4. "Nose Over Tail" – 2:37
5. "As You Were" – 2:11
6. "Enjoy Your Day" – 2:17
7. "Clavicle" – 2:28
8. "My Little Needle" – 3:01
9. "Southern Rock" – 3:05
10. "Message From Kathlene" – 3:22
11. "Trouble Breathing" – 3:55
12. "Sorry About That" – 3:21

## Créditos
- Matt Skiba - cantante, guitarra
- Dan Andriano - cantante, bajo
- Glenn Porter - batería

- Datos: Q2307919